# Leichtathletik-Weltmeisterschaften 2013/Teilnehmer (Rumänien)
| Gelbes Symbol für Goldmedaillen mit stilisierten Olympischen Ringen | Graues Symbol für Silbermedaillen mit stilisierten Olympischen Ringen | Braundes Symbol für Bronzemedaillen mit stilisierten Olympischen Ringen |
| ------------------------------------------------------------------- | --------------------------------------------------------------------- | ----------------------------------------------------------------------- |
| —                                                                   | —                                                                     | —                                                                       |

Der Leichtathletik-Verband Rumäniens stellte bei den Leichtathletik-Weltmeisterschaften 2013 in der russischen Hauptstadt Moskau 18 Teilnehmer.

## Ergebnisse

### Männer

#### Laufdisziplinen
| Athlet          | Disziplin   | Vorlauf | Vorlauf | Halbfinale | Halbfinale | Finale       | Finale |
| Athlet          | Disziplin   | Zeit    | Platz   | Zeit       | Platz      | Zeit         | Platz  |
| --------------- | ----------- | ------- | ------- | ---------- | ---------- | ------------ | ------ |
| Marius Ionescu  | Marathon    |         |         |            |            | 2:18:31 h    | 26     |
| Marius Cocioran | 50 km Gehen |         |         |            |            | 4:04:58 h SB | 40     |

#### Sprung/Wurf
| Athlet        | Disziplin  | Qualifikation | Qualifikation | Finale             | Finale             |
| Athlet        | Disziplin  | Weite/Höhe    | Platz         | Weite/Höhe         | Platz              |
| ------------- | ---------- | ------------- | ------------- | ------------------ | ------------------ |
| Mihai Donișan | Hochsprung | 2,26 m        | 16            | nicht qualifiziert | nicht qualifiziert |
| Adrian Vasile | Weitsprung | 7,52 m        | 25            | nicht qualifiziert | nicht qualifiziert |
| Marian Oprea  | Dreisprung | 16,91 m       | 7             | 16,82 m            | 6                  |

### Frauen

#### Laufdisziplinen
| Athletin                                                                                   | Disziplin        | Vorlauf        | Vorlauf | Halbfinale         | Halbfinale         | Finale             | Finale             |
| Athletin                                                                                   | Disziplin        | Zeit           | Platz   | Zeit               | Platz              | Zeit               | Platz              |
| ------------------------------------------------------------------------------------------ | ---------------- | -------------- | ------- | ------------------ | ------------------ | ------------------ | ------------------ |
| Andreea Ogrăzeanu                                                                          | 200 m            | 23,83 s        | 36      | nicht qualifiziert | nicht qualifiziert | nicht qualifiziert | nicht qualifiziert |
| Bianca Răzor                                                                               | 400 m            | 51,51 s PB     | 13      | 51,49 s PB         | 13                 | nicht qualifiziert | nicht qualifiziert |
| Mirela Lavric                                                                              | 800 m            | 2:10,37 min    | 31      | nicht qualifiziert | nicht qualifiziert | nicht qualifiziert | nicht qualifiziert |
| Ioana Doagă                                                                                | 1500 m           | 4:09,78 min    | 26      | nicht qualifiziert | nicht qualifiziert | nicht qualifiziert | nicht qualifiziert |
| Ancuța Bobocel                                                                             | 3000 m Hindernis | 9:35,78 min SB | 6       |                    |                    | 9:53,35 min SB     | 13                 |
| Sanda Belgyan Camelia Florina Gal Mirela Lavric Alina Panainte Adelina Pastor Bianca Răzor | 4 × 400 m        | 3:29,62 min SB | 6       |                    |                    | 3:28,40 min SB     | 7                  |

#### Sprung/Wurf
| Athletin       | Disziplin   | Qualifikation | Qualifikation | Finale             | Finale             |
| Athletin       | Disziplin   | Weite/Höhe    | Platz         | Weite/Höhe         | Platz              |
| -------------- | ----------- | ------------- | ------------- | ------------------ | ------------------ |
| Anca Heltne    | Kugelstoßen | 17,76 m       | 15            | nicht qualifiziert | nicht qualifiziert |
| Nicoleta Grasu | Diskuswurf  | 56,31 m       | 22            | nicht qualifiziert | nicht qualifiziert |
| Bianca Perie   | Hammerwurf  | 71,32 m SB    | 10            | 71,25 m            | 11                 |
| Eliza Toader   | Diskuswurf  | 55,76 m       | 25            | nicht qualifiziert | nicht qualifiziert |

## Doping
Die rumänische Marathonläuferin Simona Maxim flüchtete unmittelbar vor der Abreise nach Moskau aus dem Trainingslager in Snagov, als dort Dopingtester eintrafen. Sie wurde daraufhin am 8. August 2013 vom Rumänischen Leichtathletikverband aus dem WM-Kader gestrichen.